# Ок-Лон (Иллинойс)
Ок-Лон (англ. Oak Lawn) — деревня в округе Кук в штате Иллинойс в Соединённых Штатах Америки; пригород Чикаго, расположенный к юго-западу от города.
Согласно данным переписи населения США 2020 года число жителей города 
составляло 58 362 человека.

## История
После появления первых колонистов некоторое время поселение называлось Agnes или Oak Park. Первые жители в основном получали доход продавая свою фермерскую продукцию на различных рынках Чикаго.

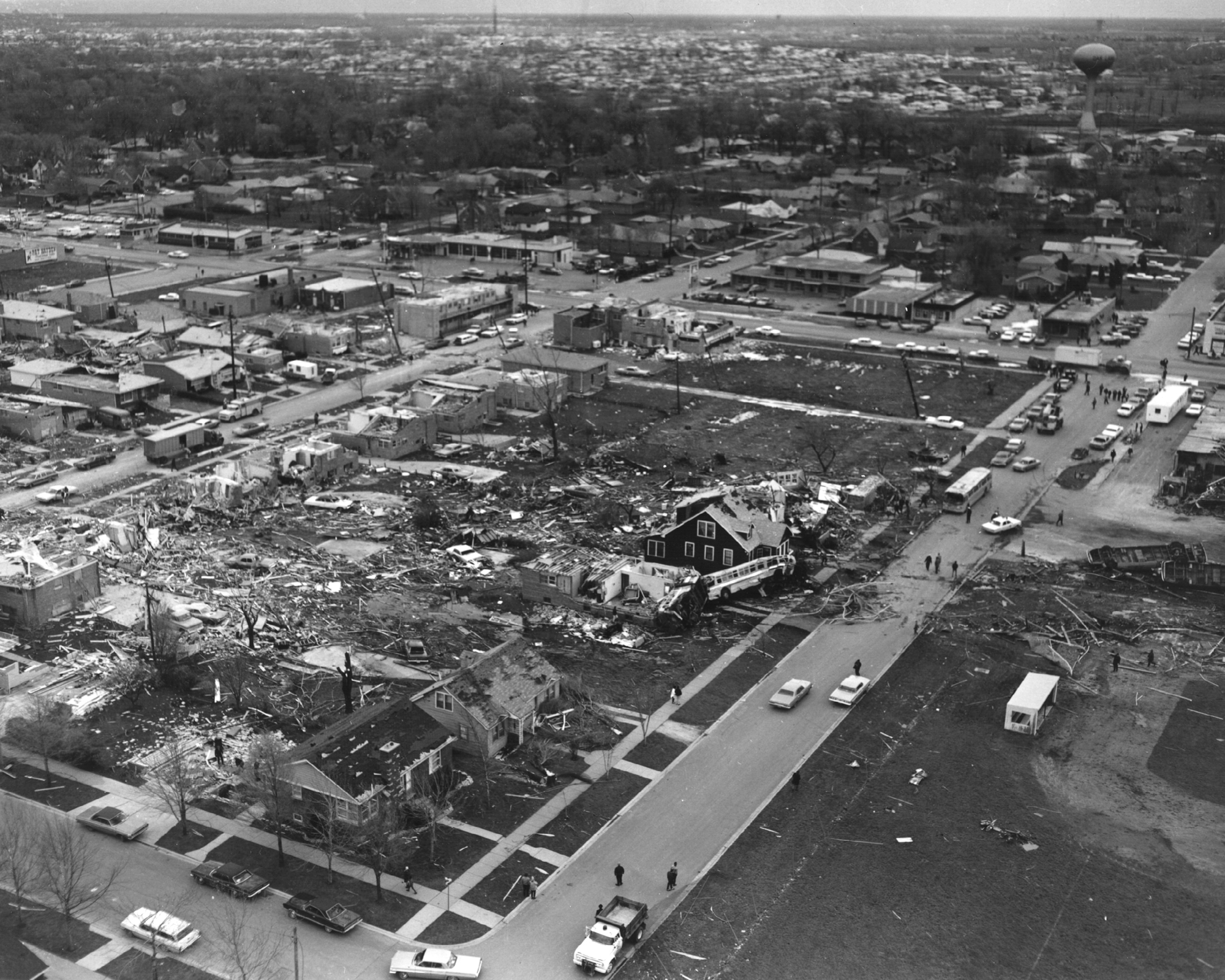
Последствия Торнадо в Ок-Лоне (1967) в Ок-Лоне; апрель 1967 года

В 1909 году Ок-Лон был инкорпорирован в качестве деревни. В последующие годы произошли значительные улучшения в местной инфраструктуре и государственных службах, такие как введение должности полицейского магистрата и сельского маршала, а также строительство тюрьмы. В 1911 году на 95-й улице появилось электрическое освещение, в 1923 году начала работу добровольная пожарная часть, в 1925 году открылся первый банк, а также был сформирован школьный округ.
В 1934 году частная коллекция из ста книг стала катализатором создания публичной библиотеки Ок-Лона.
21 апреля 1967 года на Ок-Лон обрушился мощный торнадо, которое было зарегистрировано как самое сильное, когда-либо обрушивавшихся на эту территорию за всю историю наблюдений. Около 900 зданий были повреждены или разрушены, десятки жителей погибли.

## География
По данным Бюро переписи населения США, общая площадь Оук-Лона составляет 8,59 квадратных миль (22,25 км2), вся территория представляет собой сушу.